# Ophiogomphus acuminatus
Ophiogomphus acuminatus är en trollsländeart som beskrevs av Frank Louis Carle 1981. Ophiogomphus acuminatus ingår i släktet Ophiogomphus och familjen flodtrollsländor. IUCN kategoriserar arten globalt som nära hotad. Inga underarter finns listade i Catalogue of Life.